# レッド・ツェッペリン I
『レッド・ツェッペリン I』(英語: LED ZEPPELIN)は、イギリスのロックバンド、レッド・ツェッペリンのデビュー・アルバム。1969年1月12日発売。プロデューサーはジミー・ペイジ、レコーディング・エンジニアはグリン・ジョンズ。

## 解説
1968年夏、イギリスのブルース・ロック・グループ、ヤードバーズからキース・レルフ及びジム・マッカーティーが脱退し、残された2人のうちクリス・ドレヤも写真家に転向することを決意した。ただ1人残ったギタリスト、ジミー・ペイジはバンド名の継承権を得るとともに、ヤードバーズが契約していたスカンディナヴィアでのツアーを実施する責務を負わされることとなった。ペイジは急遽、セッション・ミュージシャンとして令名が高かったジョン・ポール・ジョーンズ、若手の無名ヴォーカリストであったロバート・プラント、同じく若手の無名ドラマーであったジョン・ボーナムをメンバーとするバンドを結成し、「ニュー・ヤードバーズ」の名でツアーを行なった。10月19日をもってバンドは「レッド・ツェッペリン」に改名、同月にロンドンのオリンピック・スタジオで、最初のレコーディングを開始した。

## 録音
スカンディナヴィア・ツアーの間に楽曲のすり合せは充分できていたため、このアルバムはわずか9日間、36時間のスタジオ・ワークで完成した。総制作費用は1,782ポンド。時間的余裕がなかった事に加え、ステージでも再現可能なものにするため、レコーディングはスタジオライブに近い形で行われ、オーバーダブも最小限に留められた。皆で話合う時間もとれなかったため、アルバム全体の印象から細かなアレンジまでペイジが影響を与えたという。レコーディング・エンジニアは、ローリング・ストーンズ『ベガーズ・バンケット』（録音は1968年3月-7月）のエンジニアを務めたグリン・ジョンズが起用された。ジョンズは本作のプロデューサーとして自分の名もクレジットするよう要求したが、ペイジはこれを拒否した。
ペイジは本作で「ヤードバーズ時代から温めてきた沢山のアイディア、それに加えブルース、ハードロック、アコースティックサウンドを合体させた、未知の音楽を作り出したかった。さらに“音楽の光と影”を表現したかった」と語っている。また「誰も使ったことのないコントラストを用いるため、なるたけアンビエンスを取り込みたかった」とも語っているように、本作ではバックワードエコーを用いた間隙を生かした空間感覚の演出に特徴がある。その空間感覚を生かすため、本作に関しては最初からステレオ版のみでのリリースとなった（1960年代末にはまだモノラル版のアルバムも珍しくなかった）。

## アートワーク

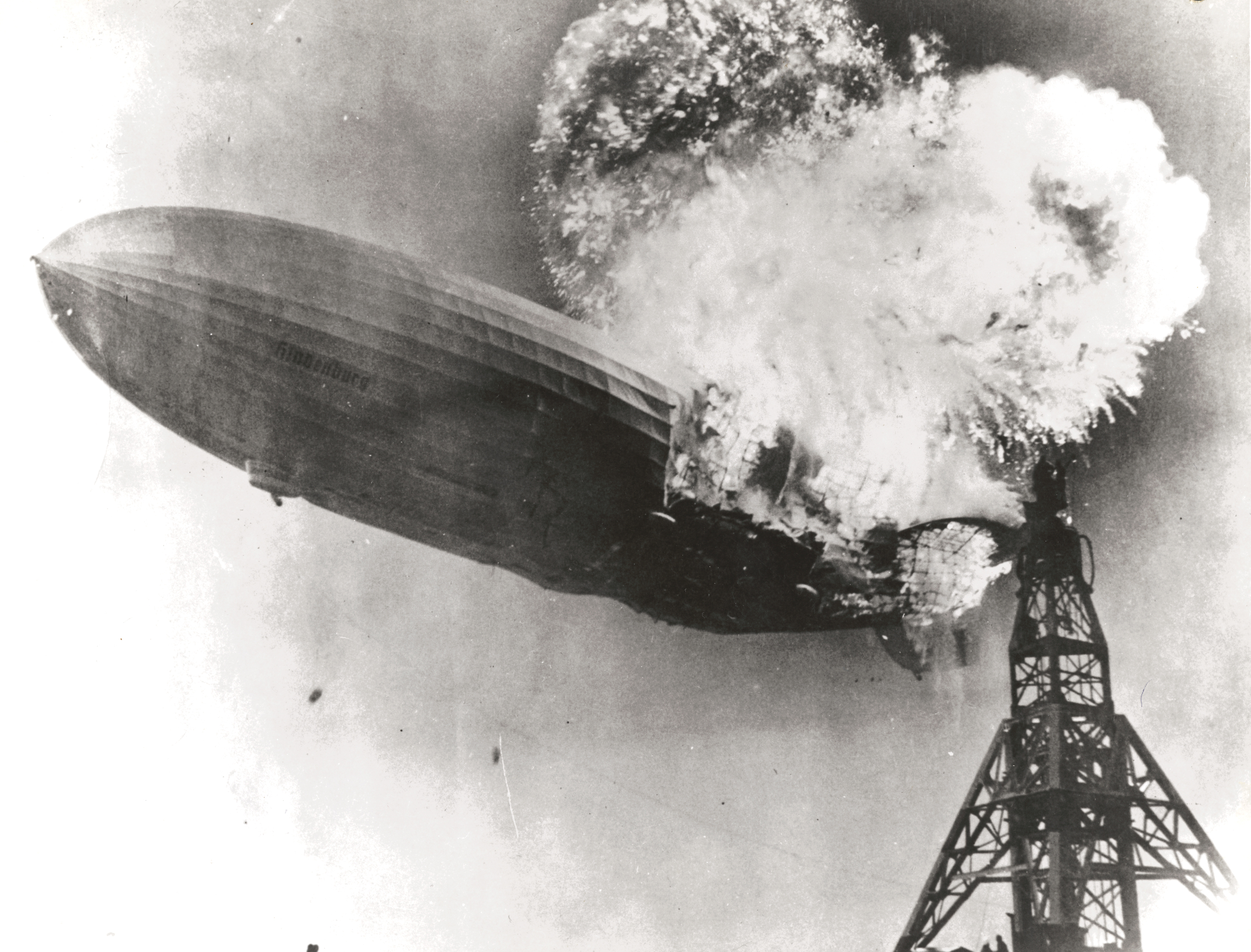
ヒンデンブルク号爆発の瞬間

表ジャケットは、燃え落ちるツェッペリン飛行船ヒンデンブルク号（ヒンデンブルク号爆発事故）の写真を点描したものになっている。手がけたのは、当時ロイヤル・カレッジ・オブ・アートの学生だったジョージ・ハーティ。このジャケットデザインおよび「レッド・ツェッペリン」のバンド名について、ザ・フーのジョン・エントウィッスルは生前、自分のアイディアであると主張していた。だがペイジは「バンド名はキース・ムーンのアイディア、ジャケットデザインは自分達が考えた」と否定している。デザインを手がけたハーティは、最初に自分がプレゼンしたデザインがペイジの気に召さず、ペイジから炎上する飛行船の写真を見せられ「これを複製しろ」と言われたと証言している。なお、表ジャケットのバンド名のロゴは通常オレンジ色だが、イギリス初回盤は青色であり、数千枚しかプレスされなかった事もあり希少アイテムとなっている。
裏ジャケットには、クリス・ドレヤが撮影したメンバー4人の写真が使われている。メンバー全員が1枚に収まった写真がアルバム・ジャケットとして使われたのは、裏ジャケットを含めても本作の裏ジャケットが唯一のものになる。またLP版では、裏ジャケットに記載されている各曲の演奏時間が実際とは違うものが多く、8分半もある「ハウ・メニー・モア・タイムズ」は、なぜか3分30秒と記載されていた（CD版では修正済み）。なお、日本の初回版は「レッド・ツェッペリン登場」という邦題がつけられていた。

## チャート・アクション
『レッド・ツェッペリン I』は1969年1月12日、まずアメリカで発売された。発売直後にアメリカ最大手の音楽雑誌であるローリング・ストーン誌から「好ましくない」とレビューされたのにもかかわらずビルボードのチャートに73週連続チャートイン。最高位は10位。2014年にリリースされたリマスター版は、オリジナル版発表時を上回る7位を記録する。イギリスでは1969年3月28日発売。79週連続チャートにあり、最高位は6位。イギリスでも2014年版が最高位7位にランクインしている。結局この1,782ポンドで制作されたアルバムは、1975年までに350万ポンド以上を売り上げたものと推定されている。2014年までのアメリカ国内での販売累計では、800万枚が出荷されたと推定されている。

## 評価と影響
リリース当時、音楽評論家達の本作に対する評価は概ね厳しいものだった。「ロックミュージックが転換期を迎えている事を印象付ける作品」と評したOz誌や、「一瞬たりともダレる事がない」と評したビート・インストゥルメンタル誌のように好意的に評価したプレスもあったが、ローリング・ストーン誌は「このバンドが伝えている事は、3ヶ月前にジェフ・ベック・グループが表現していた事と変わらず、しかもそれより上手くない」とこき下ろした。しかし、その後バンドが成功し、年月が経つにつれ本作の評価は高まっていき、現在では『ローリング・ストーン誌』の「オールタイム・ベスト・アルバム500」(大規模なアンケートによる選出)と「オールタイム・ベスト・デビュー・アルバム100」に於いて、それぞれ29位と72位にランクインしている。
「ブルースを基礎として、ギターによるリフの上にシャウトするヴォーカルを被せる」という音楽のスタイルは、第1期ジェフ・ベック・グループが先鞭をつけていた。彼らとツェッペリンの大きな違いは、彼らがあくまでブルースを基盤にした演奏であったのに対し、ツェッペリンはブルースから一歩距離を置き、それを素材にオリジナルの加工を施して新たな音楽として提示した事にあった。また、ペイジの「音楽の光と影を表現したかった」という言葉にあるように、「ゴナ・リーヴ・ユー」や「幻惑されて」のような楽曲では、ドラマチックに展開する曲構成で静と動、陰と陽のコントラストを見事に表現し、曲にダイナミズムを与える事に成功している。さらに「ブラック・マウンテン・サイド」ではワールドミュージックへの接近が見られ、これが後の傑作「カシミール」の誕生の布石となる。ペイジが後年「1stに全てがあり、後はそれをどのように発展していくかだった」と語っているように、ツェッペリンのスタイルは本作で確立していたと言える。
だが、本作に収められている曲には既存曲からの盗用、流用が多く見られ、著作権表記は現代の基準から見ると問題があり、曲によっては厳正を欠くものであることには
現在でも批判がある。これについてペイジは「僕等がしていたのはあくまで"引用"で、そういった楽曲には必ずZEPなりの新鮮な空気を吹き込む様にしていた。正式にカバー曲としてクレジットしてあるもの以外は、そのまんまプレイしているものはなく、ZEPバージョンからそのオリジナルが何かなんてわかるものはないはずさ」と弁解している。

## リイシュー
1986年初CD化。1993年の『コンプリート・スタジオ・レコーディングス』で全曲リマスター化。1994年には単独でリリースされる。なお、この版では左右のチャンネルがオリジナルと反対にされている。2014年、最新リマスター版が『II』、『III』と同時にリリースされる。この版でチャンネルがオリジナル版通りに戻された。本作にはアウトテイクや別バージョンは存在せず、デラックス・エディションおよびスーパー・デラックス・エディションのコンパニオンディスクには、1969年10月10日のパリ、オランピア劇場でのライブ音源が収録された（モノラル収録）。

## 収録曲

### オリジナル版（1969年）

#### SIDE ONE
1. グッド・タイムズ・バッド・タイムズ - Good Times Bad Times (Page, Jones & Bonham)
  - アメリカ他数カ国でシングルカットされ、全米80位にランクイン[1]。
2. ゴナ・リーヴ・ユー - Babe I'm Gonna Leave You  (Anne Bredon, arr., Page, Plant)
  - ジョーン・バエズのライブ・アルバムに収録されていたフォークナンバーのカバー。バンドは当初この曲をトラディショナルソングと勘違いし、作者クレジットもそのように記載されていたが、1980年代に入りアン・ブレドンという女性歌手の作品である事が判明し、1990年のリマスターズ以降はブレドンの名がクレジットされるようになった[23]。
3. ユー・シュック・ミー - You Shook Me  (Willie Dixon, J. B. Lenoir)
  - ウィリー・ディクスンが1962年にマディ・ウォーターズに提供したブルースナンバーのカバー。彼らに先んじて、ジェフ・ベック・グループが1stアルバム『トゥルース』で採り上げている。
4. 幻惑されて  -Dazed and Confused  (Page)
  - ペイジがヤードバーズ時代にアメリカのフォーク・ロック・シンガー、ジェイク・ホルムズの作品を改作した「I'm Confused」をさらに改作したもの。2010年にホルムズから訴訟を起こされたが[24]、ホルムズ版も実はブリティッシュ・トラッドからの引用であったことが分っている。

#### SIDE TWO
1. 時が来たりて  -Your Time is Gonna Come  (Page & Jones)
  - ジョーンズによるハモンドオルガンを大きくフィーチュアした曲。トラフィックの「ディア・ミスター・ファンタジー」（1967年のアルバム『Mr. Fantasy』収録）に似ているという指摘がある[25]。
2. ブラック・マウンテン・サイド -Black Mountain Side  (Page)
  - イギリスのフォーク・シンガー、アン・ブリッグスが、友人の民族音楽史家、アル・ロイドから伝授された短いトラディショナルナンバーを元に作曲した「Black Water Side」が原曲である。直接的にはそれを引用したバート・ヤンシュの演奏にペイジが影響を受け、これにインド音楽的な要素を加味させて創作された曲。タブラはヴィラム・ジャサニなる外部ミュージシャンが演奏している。
3. コミュニケイション・ブレイクダウン -Communication Breakdown  (Page, Jones & Bonham)
  - シングル「グッド・タイムズ・バッド・タイムズ」のB面曲。ツェッペリン活動期間中に唯一のミュージック・ビデオが制作された曲でもある。
4. 君から離れられない -I Can't Quit You Baby  (Willie Dixon)
  - ウィリー・ディクスンが1956年にオーティス・ラッシュに提供したブルースナンバーで、後に1966年にヴァンガードレコードからリリースされたコンピレーションアルバム『Chicago: The Blues Today, Vol.2』のために再録したヴァージョンを参考にしたカバー。
5. ハウ・メニー・モア・タイムズ -How Many More Times  (Page, Jones & Bonham)
  - 8分半に及ぶ組曲風の大作。ペイジがヤードバーズ時代に編み出していたパーツを組み合わせた作品[6]。曲中でハウリン・ウルフの「How Many More Year」、アルバート・キングの「The Hunter」などから歌詞が引用されているが、作曲者としてのクレジットはされていない。後に著作権問題に発展し示談で解決した。またペイジがジェフ・ベックに提供した「ベックス・ボレロ」（ベックの1stソロシングル「ハイ・ホー・シルヴァー・ライニング」B面曲）のフレーズも聴かれる。

※当時プラントは他との契約が残っていたため、本作では作者としてクレジットされていない。

### 2014年版デラックス・エディション・コンパニオンディスク
1969年10月10日、パリ、オランピア公演より
1. グッド・タイムズ・バッド・タイムズ／コミュニケイション・ブレイクダウン -Good Times Bad Times/Communication Breakdown (Page, Jones & Bonham)
2. 君から離れられない -I Can't Quit You Baby (Willie Dixon)
3. ハートブレイカー -Heartbreaker (Page, Plant, Jones & Bonham)
4. 幻惑されて  -Dazed and Confused (Page)
5. ホワイト・サマー／ブラック・マウンテン・サイド -White Summer/Black Mountain Side (Page)
6. ユー・シュック・ミー - You Shook Me (Willie Dixon, J. B. Lenoir)
7. モビー・ディック -Moby Dick (Bonham, Jones, Page)
8. ハウ・メニー・モア・タイムズ -How Many More Times  (Page, Jones & Bonham)